# Camilo Torres Restrepo
Camilo Torres Restrepo   (Bogotà, 3 de febrer de 1929 - San Vicente de Chucurí, 15 de febrer de 1966) va ser un sacerdot catòlic colombià, pioner de la teologia de l'alliberament, cofundador de la primera facultat de sociologia de Colòmbia i membre del grup guerriller Exèrcit d'Alliberament Nacional (ELN). Durant la seva vida, va promoure el diàleg i el sincretisme entre el marxisme i el catolicisme.

## Biografia
El 3 febrer de 1929 va néixer a Bogotà Jorge Camilo Torres Restrepo. Els seus pares, el metge Calixto Torres Umaña i Isabel Restrepo Gaviria, provenien de famílies benestants de la burgesia liberal. Portat pels seus pares a Europa, quan tot just tenia dos anys, va tornar al país el 1934. Tres anys després, el 1937, la parella es va desfer, quedant Camilo i el seu germà Fernando al costat de la mare.
Expulsat per les seves crítiques contra els professors arran del mal ensenyament del Col·legi Major de la Mare de Déu del Rosari de Bogotà, va acabar el seu batxillerat al Liceu de Cervantes el 1946. Va ingressar a la facultat de dret a la Universitat Nacional de Colòmbia, però només va estudiar el primer semestre: influït per les idees socials de dos sacerdots francesos dominics que va conèixer a través del pare de la seva xicota, la idea d'esdevenir sacerdot va començar a calar en Camilo i per prendre aquesta decisió es va retirar a meditar a la regió dels Llanos Orientales. Al seu retorn a Bogotà va arribar decidit a ser sacerdot dominic, va escriure una carta a la seva mare, agafà les maletes i es dirigí a la terminal; la seva mare va llegir la carta i en omplir-se de profunda ira (la seva mare era imminentment liberal) va arribar ràpidament a la terminal i va impedir que Camilo marxés. Després d'uns dies de conflicte amb el seu pares, van resoldre per consens que Camilo ingressés al Seminari Conciliar de Bogotà, on va romandre set anys, temps durant el qual va començar a interessar-se per la realitat social.

### Vida sacerdotal i acadèmica
Com a cristià, la pobresa i la injustícia social van atreure la seva atenció i, al costat del seu condeixeble Gustavo Pérez, va crear un cercle d'estudis socials, que va funcionar encara després que Torres fou ordenat sacerdot el 1954.
El 1955, amb el propòsit d'especialitzar-se, Torres va viatjar a Bèlgica per a estudiar uns anys més a la Universitat Catòlica de Lovaina. Fundà amb un grup d'estudiants colombians de la universitat l'Equip Colombià d'Investigació Socioeconòmica (ECISA) i entra en contacte amb la democràcia cristiana, el moviment sindical cristià i els grups de resistència algeriana a París. Fundà les seccions de Bogotà, París i Londres de l'ECISA. El 1958 la universitat belga li atorga el títol de sociòleg. La seva tesi doctoral, «Una aproximación estadística a la realidad socioeconómica de Bogotá», obra pionera en sociologia urbana de Llatinoamèrica, va ser publicada el 1987 amb el títol de La proletarización de Bogotá.
El 1959, quan torna a Colòmbia se sent obligat a donar suport activament a la causa dels pobres i la classe treballadora. Aquell any fou nomenat capellà auxiliar de la Universitat Nacional de Colòmbia, a Bogotà, i es vinculà el departament de sociologia de la Facultat de Ciències Econòmiques en qualitat de professor. Va ser membre fundador i president del Moviment Universitari de Promoció Comunal (MUNIPROC), i realitzà, juntament amb professors i estudiants, programes d'acció comunal en barris populars de Bogotà.
El 1960 va participar en la fundació de la primera facultat de sociologia de l'Amèrica Llatina de la Universitat Nacional, en la qual va exercir com a professor. El 1962 va ser membre del comitè tècnic de la reforma agrària fundat per l'Institut Colombià de la Reforma Agrària (INCORA). Seguint les ordres del cardenal Luís Concha Còrdova, renuncià a totes les seves activitats a la Universitat Nacional. El 1963 va presidir el primer Congrés Nacional de Sociologia que se celebrà a Bogotà i presentà l'estudi «La violencia y los cambios socio-culturales en las áreas rurales colombianas». En aquest moment, Camilo Torres ja està convençut que per assegurar la justícia social, els cristians tenen l'obligació de participar en la lluita armada.

## El Front Unit
L'arribada del Front Nacional va portar a Camilo Torres a fundar el Front Unit del Poble, un moviment d'oposició a la coalició dels partits Liberal i Conservador. El seu moviment buscava atendre les necessitats de les zones rural i urbana, eliminar la democràcia restringida del Front Nacional, i la participació de l'església en la teologia de l'alliberament. Essent encara professor de la Universitat Nacional encapçalà una marxa pacífica amb els seus estudiants, però, en les eleccions tant presidencials com parlamentàries el Front Unit va obtenir poc suport, essent superat per altres moviments d'oposició com el Moviment Revolucionari Liberal (MRL) i l'Aliança Nacional Popular (ANAPO). A més, el Front Unit va passar a exercir com a braç polític de l'Exèrcit d'Alliberament Nacional (ELN) en establir contacte Torres amb els líders del moviment guerriller.

### Vida a la guerrilla
Després de renunciar al seu treball com a professor, dissoldre el Front Unit i enrolar-se a la guerrilla, Torres hi va participar com a membre ras i la proveí d'assistència espiritual i ideològica des d'un punt de vista marxista-cristià. Va morir en la seva primera experiència en combat, quan l'ELN va emboscar una patrulla militar colombiana. Després de la seva mort, Camilo Torres va esdevenir un màrtir per l'ELN: «Si Jesús visqués, seria guerriller».
La seva mort va tenir forta una repercussió a tota Llatinoamèrica i al món pel seu compromís marxista i cristià, convertint-se en símbol de la teologia de l'alliberament. Els cantautors Daniel Viglietti, Victor Jara, Fausto Amodei i Alí Primera li dedicaren cançons d'homenatge.